# سيغفريد كولر
سيغفريد كولر (بالألمانية: Siegfried Köhler)‏ هو معلم موسيقى وملحن وكاتب وأستاذ جامعي ألماني، ولد في 30 سبتمبر 1923 في فرايبورغ في ألمانيا، وتوفي في 12 سبتمبر 2017 في فيسبادن في ألمانيا.

## وصلات خارجية
- سيغفريد كولر على موقع IMDb (الإنجليزية)
- سيغفريد كولر على موقع ميوزك برينز (الإنجليزية)
- سيغفريد كولر على موقع أول ميوزيك (الإنجليزية)
- سيغفريد كولر على موقع ديسكوغز (الإنجليزية)